# Gerhard Fickel
Gerhard Fickel (* 18. März 1920 in Köppelsdorf; † 16. August 1990 in Jena) war ein deutscher Lungenarzt und Abgeordneter der Volkskammer (CDU).

## Leben
Der Sohn eines Handwerkers besuchte die Grundschule in Köppelsdorf und das Realgymnasium in Sonneberg. Am 20. Juni 1938 beantragte Fickel die Aufnahme in die NSDAP und wurde zum 1. September desselben Jahres aufgenommen (Mitgliedsnummer 6.992.538). Von 1939 bis 1945 studierte er Medizin an den Universitäten Würzburg und Heidelberg (mehrfach durch Kriegsdienst unterbrochen). 1945 wurde er in Würzburg zum Dr. med. promoviert. 
Nach dem Ende des Zweiten Weltkrieges wurde er Mitglied der neu gegründeten CDU der Sowjetischen Besatzungszone. Von 1945 bis 1947 war er Assistenzarzt am Kreiskrankenhaus Sonneberg. 1947 bis 1950 folgte eine Ausbildung zum Facharzt für Lungenkrankheiten in Bad Berka. Seit 1950 war er Chefarzt der Tbc-Heilstätte Weißeneck-Weißenburg-Etzelbach, Kreis Rudolstadt. Von 1954 bis 1958 war er Mitglied des Kreistages Rudolstadt und gleichzeitig bis 1956 Mitglied des Kreisvorstandes Rudolstadt der CDU. Von 1956 bis 1958 war er Mitglied des Bezirksvorstandes Gera und seit 1972 Mitglied des Hauptvorstandes der CDU. Diese vertrat er von 1958 bis 1967 als Abgeordneter in der Volkskammer der DDR in der 3. und 4. Wahlperiode. Zuletzt war er als Chefarzt der Poliklinik Rudolstadt tätig.

## Auszeichnungen und Ehrungen
- Ehrentitel Verdienter Arzt des Volkes
- Verleihung des Titels Obermedizinalrat
- Otto-Nuschke-Ehrenzeichen in Bronze, in Silber und in Gold
- Ernst-Moritz-Arndt-Medaille
- 1980 Vaterländischer Verdienstorden in Silber[5]
- 1985 Vaterländischer Verdienstorden in Gold[6]